# 长蕊万寿竹
长蕊万寿竹（学名：Disporum bodinieri）为秋水仙科万寿竹属的植物，为中国的特有植物。分布于中国大陆的四川、湖北、西藏、贵州、云南、陕西、甘肃等地，生长于海拔400米至800米的地区，一般生于灌丛、竹林中、林下以及岩石上，目前尚未由人工引种栽培。